# Золотов, Евгений Васильевич
Евге́ний Васи́льевич Зо́лотов (29 апреля 1922, Тула — 26 июля 1990, Москва) — советский математик, доктор технических наук (1962), инженер-полковник. профессор (1968), академик АН СССР (1987).

## Биография
Е. Золотов родился 29 апреля 1922 года. В 1939 году поступил учиться в МГУ на Механико-математический факультет, который не закончил в связи с началом ВОВ. В Советской Армии с 29.04.1942 по 30.09.1969. Участвовал в боях под Москвой.
Затем был призван в Военно-артиллерийскую академию имени Ф. Э. Дзержинского, которую окончил в 1944 году (факультет вооружения). По окончании академии с сентября 1947 до конца службы работал в Научно-исследовательском институте стрельбы зенитной артиллерии Академии артиллерийских войск, который был переведён из Москвы в Евпаторию: научный сотрудник, старший научный сотрудник, начальник отдела, заместитель начальника управления. Член КПСС с 1955 года. В 1957 году НИИ реорганизован и переведён в Калинин.
В 1962 году защитил первую в институте докторскую диссертацию. Своими трудами внёс существенный вклад в создание и совершенствование зенитно-ракетных войск ПВО страны.
Демобилизовался в 1969 году в звании инженера-полковника (присвоено 10.09.1962), продолжил свою научную деятельность в Калининском политехническом институте. В 1970 г. создал здесь кафедру «Автоматизированных систем управления» (АСУ).
В 1968 году получил учёное звание профессора.
В 1970 году был приглашён на работу в Дальневосточный научный центр Академии наук СССР для создания и развития в регионе научных институтов физико-математического и технического профиля. В этом же году он был избран членом-корреспондентом Академии наук СССР. С 1970 по 1972 год заведовал отделом прикладной математики Хабаровского комплексного научно-исследовательского института ДВНЦ АН СССР. С 1972 по 1980 год — заместитель председателя Президиума ДВНЦ АН СССР.
В 1981 году Е. В. Золотов становится директором созданного им Вычислительного центра ДВНЦ АН СССР в Хабаровске, членом Президиума Дальневосточного научного центра Академии наук СССР, председателем Совета по физико-математическим и техническим наукам ДВНЦ АН СССР.
В Хабаровске Е. В. Золотов собрал уникальный коллектив исследователей в области медицины Востока — врачи, биофизики, системные аналитики, программисты. С 1986 года после организации им лаборатории медицинской информатики (её возглавил к.м.н., почётный профессор Академии традиционной китайской медицины В. А. Ионичевский) учёные Вычислительного центра проводили исследования социокультурных, медико-экологических и историко-географических процессов на Дальнем Востоке.
Среди его учеников было более 20 профессоров.
В 1987 году Е. В. Золотов был избран академиком Академии наук СССР.
Умер в Москве, похоронен в Твери на Дмитрово-Черкасском кладбище.

## Основные научные направления
Математическое моделирование больших систем на ЭВМ; экспериментальные, аналитические и машинные методы оценки эффективности систем; прикладные вопросы теории случайных процессов.

## Интересные факты
- Возглавив в НИИ-2 войск ПВО СССР, где он работал, конструкторское бюро, Золотов вместе с капитаном первого ранга А. С. Поповичем и группой энтузиастов собственноручно построил необычное судно, промчавшееся в День Военно-Морского Флота по Волге со скоростью курьерского поезда.
- В соответствии со своим богатырским телосложением Е. В. Золотов некоторое время носил прозвище «Мегатонна». Работавшая с ним в одной лаборатории Е. С. Вентцель (литературный псевдоним — И. Грекова) отразила это в повести «За проходной»:

«„Мегатонна“ феноменален, огромного роста детина с пудовыми плечами, он весь выпирает из одежды какими-то шишками. Когда он сидит за письменным столом, упираясь в столешницу коленками, кажется, что это не стол вовсе, а какой-то загон в зоопарке, для буйвола, что ли. Он и в науке силён, как буйвол».— И. Грекова. За проходной, Повесть. “Новый мир”, 1962.

## Награды и премии
Награждён орденом Дружбы народов и многими медалями.

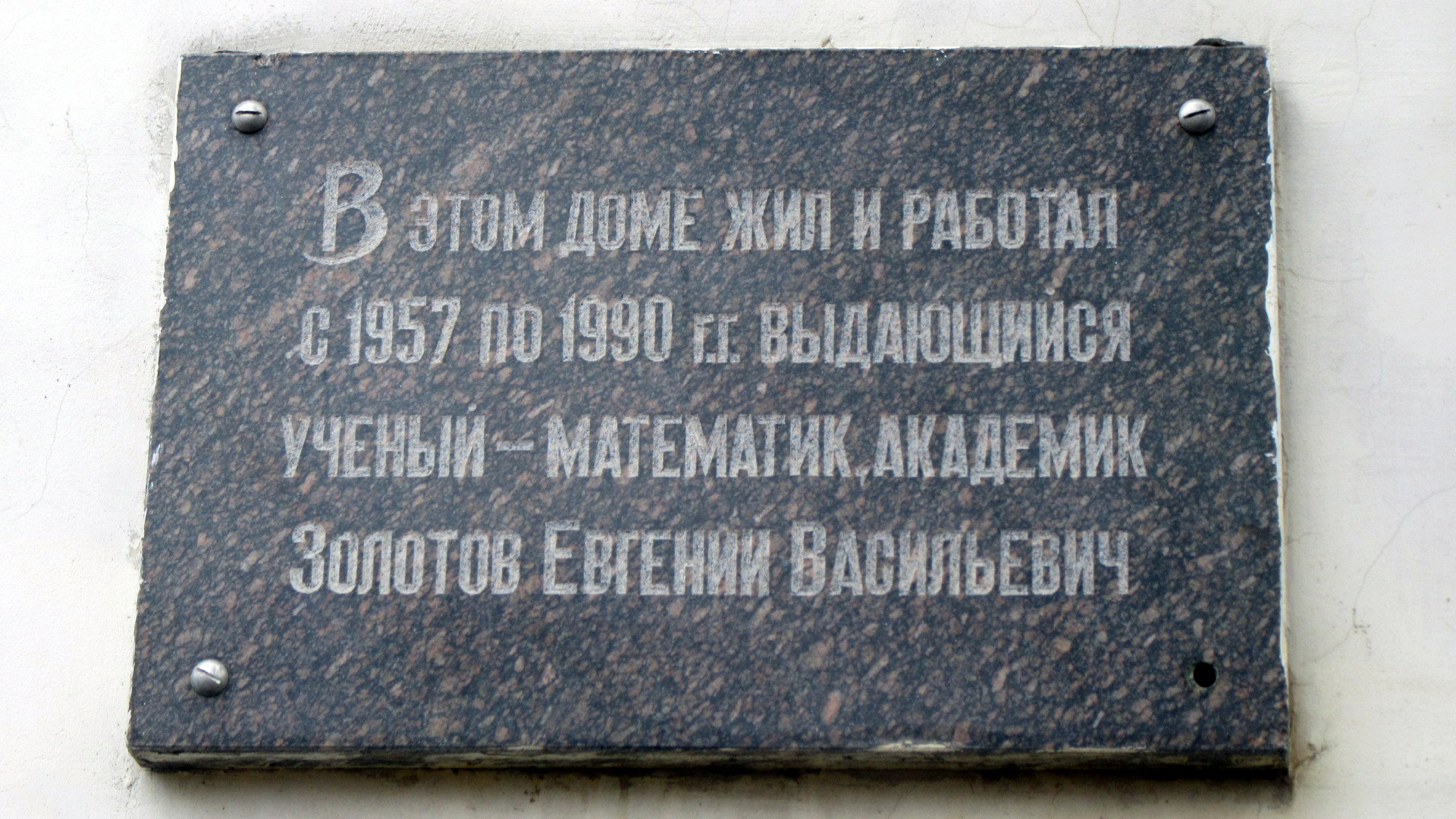
Мемориальная доска в Твери

## Память
Дальневосточная математическая школа-семинар имени академика Е. В. Золотова — традиционное всероссийское научное мероприятие на Дальнем Востоке России.

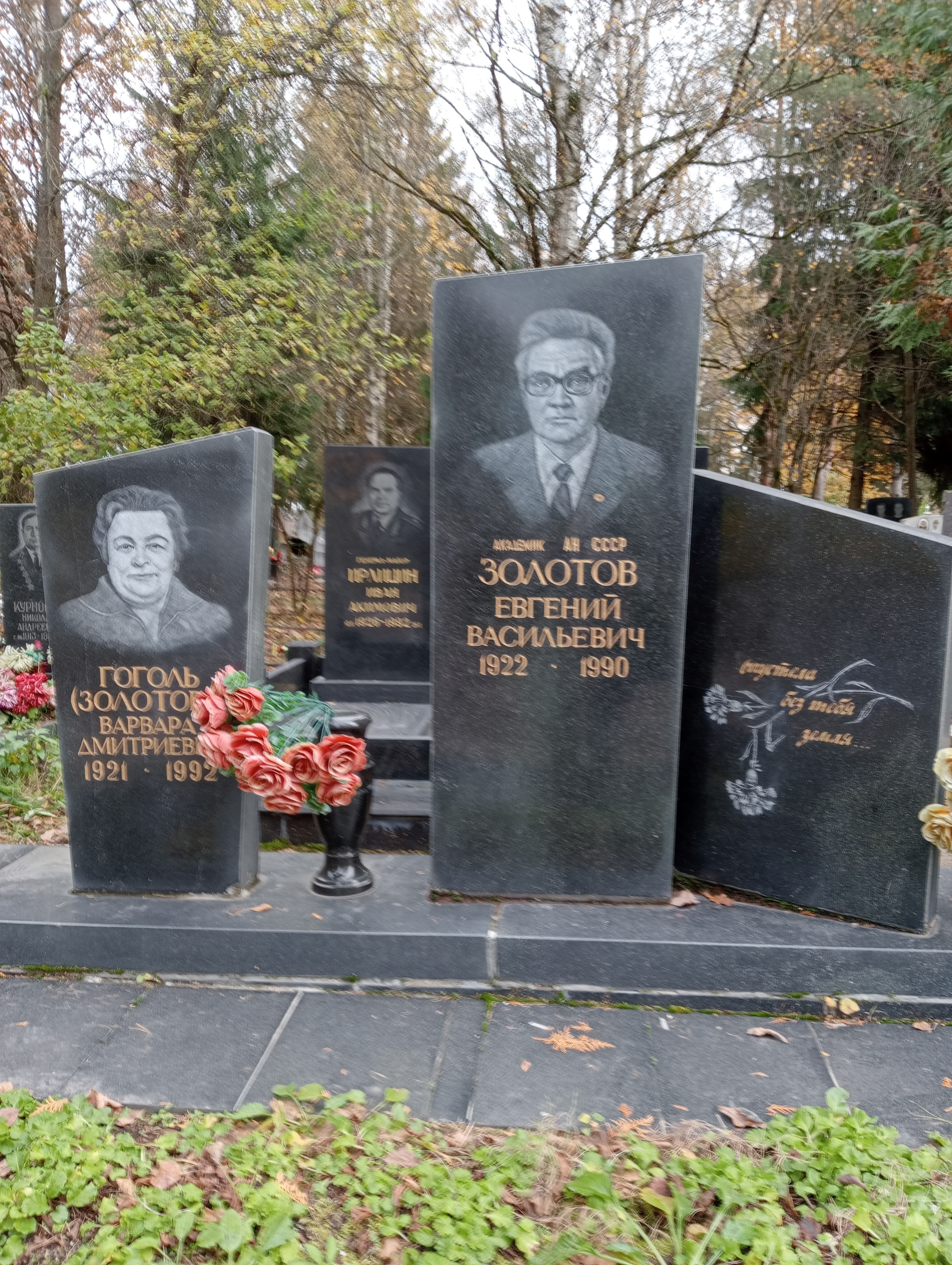
Могила Е.В.Золотова на Дмитрово-Черкасском кладбище

## Семья
- Супруга — Гоголь Варвара Дмитриевна (1921—1992)
- Дочь — Ольга Евгеньевна Золотова
- Сын — Борис Евгеньевич Золотов (1947—2015), кандидат техн. наук.